# Lycaena pavana
Lycaena pavana is een vlinder uit de familie van de Lycaenidae. De wetenschappelijke naam van de soort is voor het eerst geldig gepubliceerd in 1844 door Kollar. De soort komt voor in de westelijke Himalaya.